# Cody Rhodes
Cody Rhodes, właśc. Cody Garrett Runnels (ur. 30 czerwca 1985 w Marietcie) – amerykański wrestler występujący w federacji WWE w brandzie SmackDown.
W tej federacji zdobył tytuły WWE World Tag Team, WWE Tag Team,  WWE Intercontinental Championship, WWE Universal Championship.Współzałożyciel i były główny dyrektor operacyjny federacji All Elite Wrestling.

## Kariera wrestlera
W 2003 jako junior wygrał turniej stanu Georgia w zapasach amatorskich. Karierę zawodowego wrestlera rozpoczął w OVW w tag-teamie z Shawnem Spearsem, natomiast samodzielnie był OVW Heavyweight Championship i OVW Television Championship. Gdy OVW stało się zapleczem WWE, zadebiutował na SmackDown! W 2008 po raz pierwszy zdobył tytuł WWE World Tag Team Championship. Założył tag team z Drewem McIntyre’em i wraz z nim zdobył pas WWE tag team Championas (utracony podczas Bragging Rights na rzecz Davida Otungi i Johna Ceny). Na Wrestlemanii 27 wygrał walkę z Reyem Mysterio. Na Smackdown 12.08.2011 został WWE Intercontinental Championem pokonując ówczesnego mistrza Ezekiela Jacksona. Podczas Night of Champions obronił pas w pojedynku z Tedem DiBiasem. Na Hell in a Cell 2011 pokonał Johna Morrisona o pas Intercontinental Championship. Na Vengeance przegrał z Randym Ortonem. Na WWE TLC 2011 pokonał Bookera T i po raz kolejny obronił Intercontinental Championship. Podczas Elimination Chamber nie udało mu się zdobyć tytułu WHC. Na Wrestlemanii XXVIII stracił swój pas Interkontynentalny w walce z Big Showem. Na Extreme Rules pokonał Big Showa w Tables Matchu jednocześnie odzyskując utracone trofeum. Na Over The Limit 2012 stracił pas na rzecz Christiana. Pasa nie udało mu się odzyskać na WWE No Way Out 2012 i na WWE Night of Champions 2012. Na WWE Hell In A Cell 2012 razem w tag teamie z Damienem Sandowem wygrali z drużyną Team Hell No przez dyskwalifikację. Na RAW 2 września został zwolniony przez Triple H. Na Battleground 2013 wygrał w walce tag teamowej z The Shield, a jego partnerem był jego brat Goldust. Na RAW 14 października razem z Goldustem zdobyli pasy Tag Team pokonując The Shield. 26 września 2013 roku poślubił byłą divę WWE – Brandi Reed lepiej znaną jako Eden Stiles. Na Royal Rumble 2014 Cody i Goldust przegrali swoje Tag Team Championship, w walce z Billy Gunnem i Road Doggiem (The New Age Outlaws). W zespole Rhodesa i Goldusta było coraz gorzej. Przegrywali coraz więcej walk, aż w końcu na Payback Cody Rhodes uznał, że Goldust potrzebuje lepszego partnera. Rhodes wybierał Goldustowi partnerów do walk, ale nawet z takimi jak Sin Cara, R-Truth, czy Kofi Kingston Goldust nie potrafił wygrać. Podczas RAW 16 czerwca Rhodes zadebiutował jako Stardust. Stał się on nowym partnerem Goldusta, a tej samej nocy pokonali duet RybAxel. Powtórzyli to jeszcze na Money in the bank i na RAW następującym po MitB. W połowie sierpnia team zwany już Gold & Stardust zaczęli feud z braćmi Uso. Stanęli do walki w obronie pasów Tag-Team i przegrali przez wyliczenie poza ringowe, ale tytuł można zdobyć tylko przez przypięcie lub poddanie, więc mistrzami zostali bracia Uso. Po meczu Goldust i Stardust zaatakowali braci Uso, co doprowadziło do ogłoszenia meczu o mistrzostwo Tag-Team pomiędzy nimi na gali Night of Champions 2014. Na Night of Champions Goldust i Stardust pokonali The Usos zdobywając WWE Tag Team Championship. Bracia Rhodes posiadali tytuły tag team do listopada, gdzie stracili je na gali PPV Survivor Series w Fatal 4-Way Tag team matchu na rzecz Miza i Mizdowa. Następnie walczyli z debiutującym trio The New Day składającego się z Kofiego Kingstona, Big E'go oraz Xaviera Woodsa. Z początkiem 2015 roku jego duet z Goldustem się rozpadł, co doprowadziło do ich walki na WWE Fastlane, gdzie wygrał Goldust. Stardust został członkiem ladder matchu o pas Interkontynentalny na WrestleManii składającego się z siedmiu zawodników. Ostatecznie zwyciężył Daniel Bryan. 6 kwietnia na Raw, Stardust odpowiedział na otwarte wyzwanie Johna Ceny w walce o pas United States, ale nie udało mu się zdobyć tytułu.
21 maja 2016 r. Rhodes ujawnił na Twitterze, że poprosił o zwolnienie z WWE.
W styczniu 2019 został wiceprezesem wykonawczym w All Elite Wrestling. Jego kontrakt z All Elite Wrestling wygasł na początku 2022 roku i obie strony nie doszły do porozumienia w kwestii nowej umowy. Do WWE powrócił 2 kwietnia 2022 podczas pierwszego dnia WrestleManii 38, gdzie pokonał Setha Rollinsa. Rywalizacja z Rollinsem trwała dalej i panowie zmierzyli się ponownie podczas Wrestlemania Backlash, gdzie Rhodes wygrał po roll upie. Doprowadziło to do walki na Hell In A Cell w klatce. Ponownie zwycięsko z niej wyszedł Cody Rhodes. Na kolejnym Raw został on brutalnie zaatakowany przez Setha Rollinsa, wskutek czego Rhodes doznał kontuzji. The American Nightmare powrócił podczas Royal Rumble 2023, jako numer 30 i wygrał walkę, tym samym stając się pretendentem do pasa Undisputed WWE Universal Championship na WrestleManii 39.

## Osiągnięcia
Ohio Valley Wrestling
- OVW Heavyweight Championship
- OVW Southern Tag Team Championship (2 razy)
- OVW Television Championship
- OVW triple crown champion

Ring of Honor
- Ring of Honor World Championship (1 raz)
- ROH World Six Man tag team championship(1raz)

World Wrestling Entertainment
- WWE World Tag Team Championship (3 razy) – z Hardcore Hollym (1 raz) i Tedem DiBiase (2 razy)
- WWE Tag Team Championship (3 razy) – z Drew McIntyre (1 raz) i Goldust (2 razy)
- WWE Intercontinental Championship (2 razy) WWE Undisputed Championship (1 raz)